# Grupo de Ejércitos Sur
Se conoce como Grupo de Ejércitos Sur (en alemán Heeresgruppe Süd) a un grupo de ejércitos que fue organizado por el Heer durante la Segunda Guerra Mundial, siendo creado en 1939 y manteniéndose en activo hasta el final mismo de la guerra, el 8 de mayo de 1945.
El Grupo de Ejércitos Sur tomó parte en la invasión de Polonia en 1939, en la batalla de Francia (aunque en este caso con la denominación de Grupo de Ejércitos A), en la Operación Barbarroja y en el conjunto de batallas libradas desde entonces en el frente oriental durante toda la guerra.
A lo largo de sus seis años de existencia, varios de los más conocidos generales alemanes ejercieron el mando del Grupo de ejércitos, entre los que cabe destacar a Gerd von Rundstedt, Walter von Reichenau, Fedor von Bock, Erich von Manstein o Lothar Rendulic.
Por lo que respecta a la composición del Grupo de Ejércitos, esta fue variable en el tiempo en función de las diversas operaciones militares en que estuvo implicado.

## Invasión de Polonia en 1939

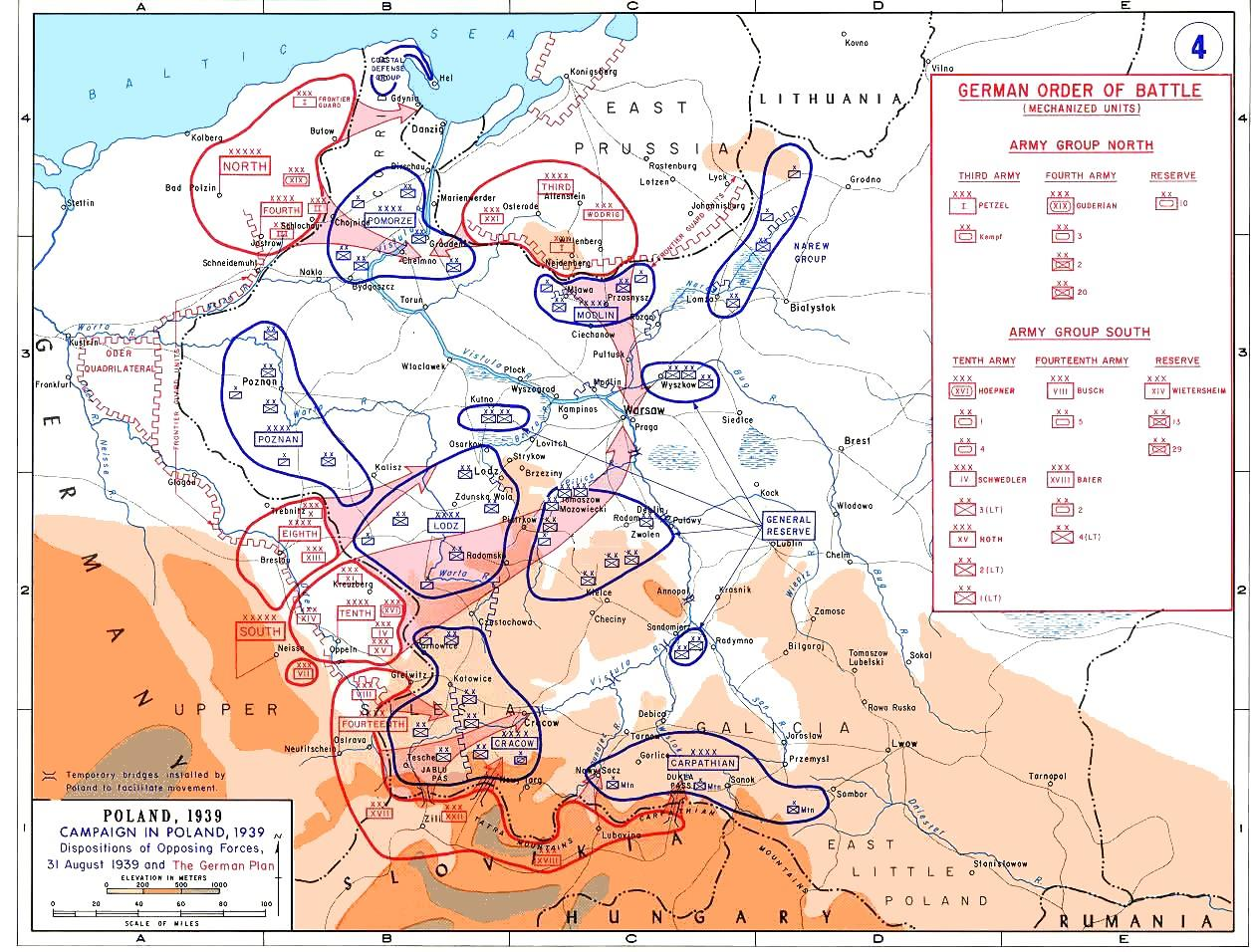
Mapa con las operaciones previstas por la Wehrmacht para la invasión de Polonia en 1939, en el que se aprecian la composición de los ejércitos alemán y polaco y los objetivos marcados para el Grupo de Ejércitos Norte y para el Grupo de Ejércitos Sur.

### Planes de batalla
Según el plan diseñado por el Estado Mayor de la Wehrmacht, al Grupo de Ejércitos Sur, al mando de Gerd von Rundstedt, se le encargó la maniobra decisiva de la campaña, para lo que quedó compuesto por 35 divisiones, siendo 4 de ellas blindadas, 3 mecanizadas y 2 motorizadas, reuniendo en su seno a la mayor parte de las divisiones blindadas existentes. Su primer objetivo designado era apoderarse de la parte polaca de la región de Silesia, rica en carbón, para después avanzar hacia el norte por el curso del río Vístula hasta Varsovia, conquistándola y enlazando al oeste de la ciudad con el Grupo de Ejércitos Norte, de modo que la mayor parte del Ejército polaco, que se hallaba desplegado en zonas adyacentes a la frontera, quedase cercado. Para ello partiría desde las bases en Eslovaquia, aliado títere del Tercer Reich tras la desmembración en marzo de ese mismo año de Checoslovaquia, con el XIV Ejército, y desde la provincia alemana de Silesia, con el 10.º Ejército y el 8.º Ejército. Al mando del 8.º Ejército se encontraba el General der Infanterie Johannes Blaskowitz, al mando del 10.º Ejército el General der Artillerie Walter von Reichenau y al mando del 14.º Ejército el general Wilhelm List.

### Avance hacia Varsovia
Así, el 1 de septiembre de 1939, al estallido de la guerra, las unidades blindadas y motorizadas del Grupo de Ejércitos Sur, cumpliendo las órdenes recibidas, rompieron el frente polaco, guarnecido por el Ejército de Cracovia y el Ejército de los Cárpatos. Tras atravesar en los primeros momentos del día 1 el río Varta, la 4.ª División Panzer, al mando del general Georg-Hans Reinhardt, se lanzó camino de Varsovia. Ese mismo día, la 4.ª División Panzer sostuvo la batalla de Mokra contra la Brigada de Caballería de Volinia, que plantó una férrea resistencia antes de ser aplastada y obligada a retirarse. Sin embargo, los ataques del día 1 por parte de otras unidades del Grupo de Ejércitos Sur, como la 1.ª División Panzer, la 1.ª División de Montaña y la 2.ª División de Montaña no produjeron avances significativos. El 2 de septiembre la 4.ª División Panzer sufrió un ataque aéreo polaco, a cargo de 24 bombarderos ligeros P 23 Karas, rápidamente rechazado por la artillería antiaérea de la unidad, que derribó a catorce aparatos polacos. Siguió su avance hacia el norte, tomando Radomsk y Kamiensk el 3. El mismo día 3, el comandante en jefe polaco, el mariscal Edward Smigly-Rydz, ordenó a su ejército de reserva, el Ejército de Prusia, que saliera al encuentro de las tropas alemanas para detener su avance, pero para el 6 de septiembre la 4.ª División Panzer ya había destruido a tres divisiones de infantería polacas, tomando Tomszow-Maz, a tan solo 100 km al sur de Varsovia. En esas mismas fechas, la 1.ª División Panzer, junto con el resto del VIII Ejército alemán, derrotaba a los polacos que defendían Łódź, al mando del general polaco Juliusz Rómmel (no confundir con el futuro mariscal alemán Erwin Rommel), ocupando la ciudad el 7 de septiembre.
Las tropas de la 1.ª División Panzer del teniente general Rudolf Schmidt alcanzaron los arrabales de Varsovia el 8 de septiembre a las 5 de la tarde, aunque no lograron tomar la ciudad por la férrea resistencia en la misma de los ciudadanos polacos. Al penetrar en la ciudad, los tanques de la 1.ª División Panzer fueron atacados incluso por grupos de boy scouts y por numerosos civiles, en una resistencia orquestada por el alcalde de la ciudad, Stephane Starcynski, apoyados por artillería antitanque camuflada en diversos puntos de la ciudad. Al chocar con esta resistencia, el general Schmidt retiró a sus carros de combate de la ciudad, decidiendo esperar la llegada de las unidades de infantería del Grupo de Ejércitos Sur, que avanzaban más lentamente.

### Contraataque polaco

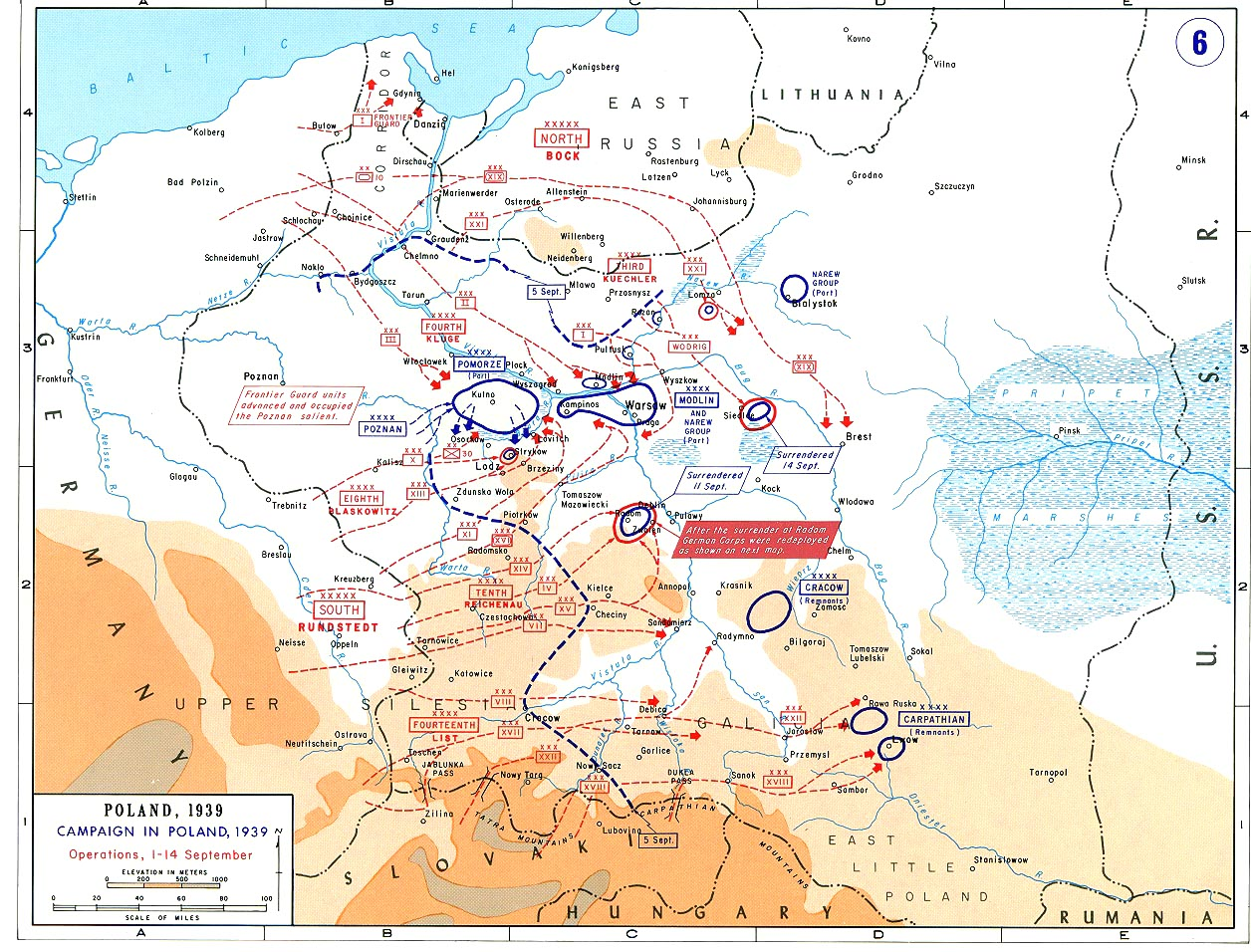
Movimientos de tropas hasta el 14 de septiembre.

El 10 de septiembre, tropas polacas al mando del general Tadeusz Kutrzeba lanzaron un ataque contra el flanco izquierdo de la cuña formada por el Grupo de Ejércitos Sur en su avance (es decir, contra el 8.º Ejército), en el que puntualmente gozaron de superioridad numérica por el estiramiento de las líneas de las unidades defensoras alemanas, la 24.ª División de Infantería y la 30.ª División de Infantería, pero el 12 de septiembre los atacantes se vieron superados y rodeados por los alemanes, decidiendo retirarse hacia Varsovia, aunque ya era tarde para ello.
Para evitar su huida, se ordenó a la 1.ª División Panzer y a la 4.ª División Panzer, que esperaban a las puertas de Varsovia, que girasen al sur para cortar la retirada a los polacos, a la vez que desde el norte convergía el 4.º Ejército alemán al mando del general Günther von Kluge, del Grupo de Ejércitos Norte, para acabar de cerrar el cerco. El 18 de septiembre, con la ayuda de ataques aéreos de la Luftwaffe', fueron aplastados los restos de las tropas cercadas, que constituían el grueso del Ejército polaco, habiendo logrado escapar muy pocos soldados aislados, algunos grupos de oficiales y únicamente dos brigadas de caballería. Los alemanes hicieron 120 000 prisioneros polacos destruyendo al Ejército de Pomerania y al Ejército de Posnania. La única ventaja que la contraofensiva reportó a los polacos fue la de permitir un respiro de una semana para preparar la defensa de Varsovia.

### Cerco de Varsovia
Simultáneamente, otras unidades del Grupo de Ejércitos Sur avanzaban hacia el este de Varsovia, hasta hacer contacto el 16 de septiembre a orillas del río Bug Occidental con tropas del XIX Cuerpo de Ejército Motorizado del general Heinz Guderian, del 4.º Ejército alemán (Grupo de Ejércitos Norte). El contacto entre ambos grupos de ejércitos suponía la formalización del cerco de Varsovia, aunque el cerco no quedó completado hasta el 21 de septiembre, participando en el mismo trece divisiones alemanas.

### Rendición de Varsovia
Los restos de la mayor parte del Ejército polaco resistieron en Varsovia, al mando del general polaco Juliusz Rómmel, los ataques de los grupos de ejércitos Norte y Sur, ataques que estaban reforzados por intensos bombardeos aéreos de la Luftwaffe, desde el día 25 hasta que, aplastado por la superioridad de medios de los alemanes, el 27 de septiembre el general Rómmel aceptó rendir la ciudad.
Un asunto que enfrentó a la Wehrmacht con la Luftwaffe durante los combates en Varsovia fue el reiterado fuego amigo de los aviones alemanes sobre la infantería alemana.

## Batalla de Francia

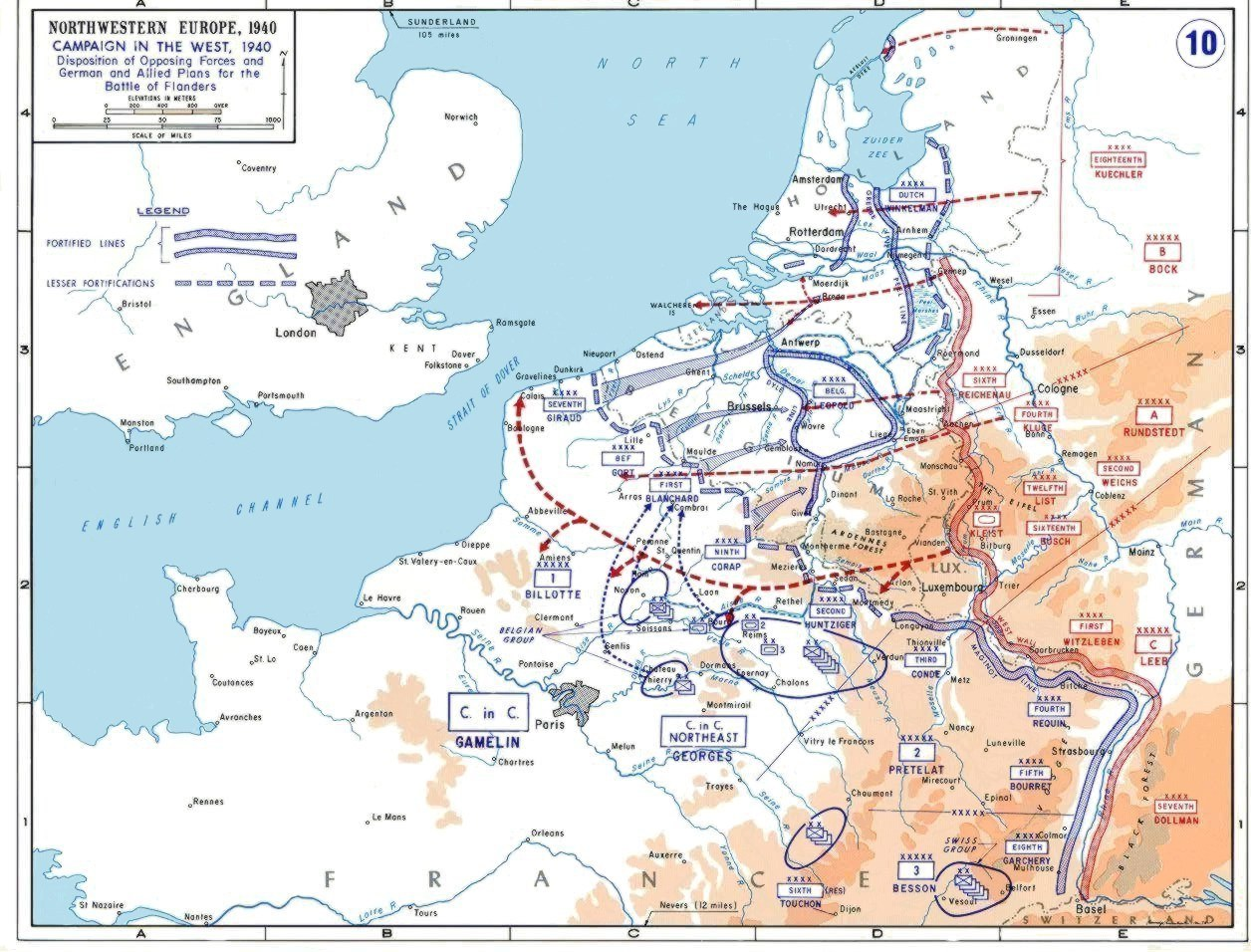
Disposición de las tropas alemanas y de los Aliados para la batalla de Francia, con identificación de la ruta y objetivos fijados para el Grupo de Ejércitos Norte y para el Grupo de Ejércitos Sur (en esta campaña, denominados Grupo de Ejércitos B y Grupo de Ejércitos A, respectivamente).

### Planes de batalla

#### Propuestas de Von Manstein
El 31 de octubre de 1939, recién terminada la campaña de Polonia, el general Erich von Manstein, quien en esas fechas era el jefe del Estado Mayor del Grupo de Ejércitos Sur, entregó a su superior, el general Gerd von Rundstedt, comandante en jefe de dicho Grupo de Ejércitos, la primera versión de un plan para el ataque a los Aliados en el Frente Oeste, diferente del Plan Amarillo por entonces vigente. Básicamente, los planes de Manstein consistían en un asalto llevado a cabo por las divisiones blindadas alemanas a través de la frontera con Bélgica y Luxemburgo, en la zona abrupta y boscosa de las Ardenas, para así bordear la Línea Maginot y tomar por el flanco a las tropas del Ejército francés que la guarnecían.
Esa misión sería confiada al Grupo de Ejércitos Sur (para esta operación denominado Grupo de Ejércitos A), que posteriormente avanzaría por la llanura belga hasta alcanzar el canal de la Mancha, cercando y aislando a las tropas aliadas que hubiesen penetrado en el interior del territorio belga para su defensa. Para la operación, utilizaría en su favor el hecho de que el Alto Mando de los Aliados, al considerar que la zona de las Ardenas, que carecía de carreteras adecuadas, no podía ser objeto de un ataque, guarnecía los sectores próximos con tropas de reserva.
Mientras tanto, al Grupo de Ejércitos Norte del general Fedor von Bock (rebautizado como Grupo de Ejércitos B) se le confiaría la misión de avanzar por el norte de Holanda y de Bélgica, actuando como cebo para atraer hacia el norte a las unidades de los Aliados en apoyo del Ejército belga, quedando así cercadas por el avance del Grupo de Ejércitos A.
Por otra parte, se crearía un tercer grupo de ejércitos, el Grupo de Ejércitos C, al mando del general Wilhelm von Leeb, cuya misión sería únicamente la de permanecer estático frente a la Línea Maginot, para de esa manera inmovilizar a las tropas francesas allí desplegadas para que no pudiesen acudir al sector atacado del frente.
Sin embargo, el plan propuesto por Manstein fue rechazado por el general Walther von Brauchitsch, el jefe del OKH, a pesar de recibir el apoyo del general Heinz Guderian. Es más, tras la insistencia de Guderian, von Brauchitsch lo destituyó, encargándole el mando de un Cuerpo de Ejército de Infantería que se estaba formando en Alemania.

#### Proyectos iniciales
El 10 de enero de 1940, Adolf Hitler dictó al general Franz Halder, jefe del Estado Mayor del OKH, la orden definitiva para el ataque en el Frente Oeste. El plan de ataque era el llamado Plan Amarillo, una variante del Plan Schlieffen concebido por el conde Alfred von Schlieffen para el ataque a Francia a finales del siglo XIX. El plan preveía que el 17 de enero de 1940, un total de 135 divisiones de la Wehrmacht se lanzasen al asalto en el Frente Oeste.
Sin embargo, un accidente aéreo en el interior de Bélgica de un aparato de la Luftwaffe que portaba los planes de la campaña hizo que se abortase la operación en el último momento, prosiguiendo la tensa espera a la que la prensa denominaba la drôle de guerre (la guerra de broma).

#### La intervención de Hitler
Sin embargo, el 17 de febrero de 1940 Hitler llamó a Manstein a una reunión en la Cancillería del Reich y le invitó a que expusiese su plan, tras lo que le manifestó su aprobación personal al mismo, ordenando el 20 de febrero a Franz Halder que sustituyese el Plan Amarillo por el nuevo Plan Manstein.
Como consecuencia de la adaptación a los nuevos planes, las unidades blindadas comenzaron a dirigirse hacia el Sur, quedando incorporadas al Grupo de Ejércitos A, que reunió a la mayor parte de la fuerza blindada alemana.
El 9 de mayo de 1940, Hitler dictó la orden definitiva para el comienzo de la invasión, que quedaba fijada así para el día siguiente, el 10 de mayo.

### La batalla

#### Primeros movimientos
Desde el amanecer del 10 de mayo de 1940, 3000 aviones de la Luftwaffe atacaron los aeródromos de los Aliados en Holanda, Bélgica y el norte de Francia, tomándolos por sorpresa y destruyendo en el suelo a numerosos aviones. Al mismo tiempo, 4.500 paracaidistas y 20.000 soldados aerotransportados eran lanzados sobre Bélgica y Holanda, incluyendo un minúsculo grupo de soldados cuya misión era la toma del fuerte de Eben Emael, en Bélgica, clave del dispositivo defensivo del Ejército belga, que fue conquistado rápidamente.
Simultáneamente, el Grupo de Ejércitos B del general Fedor von Bock emprendió el avance hacia Holanda y el norte de Bélgica, apoyándose para ello en las tres divisiones blindadas de que disponía, la 3.ª División Panzer, la 4.ª División Panzer y la 9.ª División Panzer.
El día 10 por la tarde, el general René Jacques Adolphe Prioux, que mandaba el Cuerpo de Ejército de Caballería francés del I Ejército, con dos divisiones y 348 carros de combate, avanzó hacia el Norte por territorio belga, alcanzando el río Dyle, marcado como límite defensivo por el general Gaston-Henri Billotte, comandante en jefe del I Grupo de Ejércitos; en esos mismos momentos el Grupo de Ejércitos Sur estaba avanzando por el sector de las Ardenas.
El 11 de mayo, los alemanes chocaron con los franceses en el Dyle, quienes al principio lograron frenar su avance. Sin embargo, los ataques de la Luftwaffe consiguieron ablandar las defensas francesas, con lo que Prioux ordenó la retirada, a la vez que sugería al general Billotte que no hiciese avanzar al resto de las tropas francesas, lo que fue desestimado por Bilotte. El 13 de mayo el I Grupo de Ejércitos, junto con la Fuerza Expedicionaria Británica al mando de John Vereker, más conocido como lord Gort, alcanzaron a su vez la línea del Dyle, constatando que no existía allí ninguna línea fortificada, contrariamente a lo que se les había hecho creer por parte de los belgas.
Al mismo tiempo, todo el Grupo de Ejércitos A, formado por 44 divisiones, con un total de 1500 carros de combate, que llevaba dos días avanzando ininterrumpidamente por las Ardenas, llegó a orillas del río Mosa en la retaguardia de las avanzadas francesas. La 7.ª División Panzer estableció una cabeza de puente al otro lado del río el día 13 por la mañana, en Dinant. Simultáneamente, el XIV Cuerpo de Ejército Motorizado del general Heinz Guderian, con la 1.ª División Panzer, la 2.ª División Panzer y la 10.ª División Panzer, inició un ataque en la zona de Sedán, en el punto de unión entre el 9.º Ejército francés del general Corap y el 2.º Ejército francés del general Huntziger.

#### Avance desde el Mosa
El 14 de mayo, las unidades del Grupo de Ejércitos A crearon una cabeza de puente al otro lado del Mosa, con el apoyo de la Luftwaffe. Inmediatamente se lanzaron hacia adelante, haciendo que las desmoralizadas tropas francesas se desbandasen, en muchos casos sin llegar a combatir, sembrando el caos en la retaguardia. Esa misma tarde, Guderian dio orden de que dos de sus divisiones blindadas se dirigiesen hacia el Oeste, rumbo al canal de la Mancha, para cerrar en una bolsa a los Aliados. A ello se añadió que Huntziger ordenó a sus tropas retirarse hacia el Sur, a la línea Maginot, mientras que Corap ordenaba a las suyas que se replegaran hacia el Oeste, abriendo así una brecha que posibilitaba el avance de los alemanes hacia el interior de Francia.
Sin embargo, el 15 de mayo, Ewald von Kleist transmitió una orden según la cual las unidades blindadas de Guderian debían detener su avance y consolidar sus posiciones en el Mosa, aunque Guderian obtuvo tras sus insistentes ruegos un aplazamiento de la orden por 24 horas.
El mismo 15 de mayo, Paul Reynaud, jefe de Gobierno de Francia, se puso en contacto con el recién nombrado primer ministro británico, Winston Churchill, para decirle que se había perdido la batalla. Al mismo tiempo, la 1.ª División Blindada francesa lanzó un contraataque a la desesperada contra los alemanes, resultando totalmente aplastada en el intento, debido en parte a estar equipada con carros de combate anticuados. A la llegada de la noche, algunas unidades de vanguardia alemanas ya habían alcanzado Montcornet a solo 100 km de París, sin que los civiles franceses supiesen el alcance del avance alemán.
En un intento de reconducir la situación, el general Maurice Gamelin, comandante en jefe del Ejército francés, ordenó en esos momentos a las tropas situadas en Bélgica que se retirasen hacia el Oeste, para formar una nueva línea defensiva a orillas del Escalda, a la vez que ordenaba al general Henri Giraud que avanzase a toda velocidad hacia el sur desde Bélgica con su 7.º Ejército para bloquear a los alemanes y cubrir la brecha que éstos habían abierto en el frente; simultáneamente ordenaba al general Touchon que, desde sus posiciones en la frontera con Suiza, se desplazase a marchas forzadas con el 6.º Ejército para tomar posiciones en el río Aisne y defender París, mientras la 4.ª División Blindada francesa contraatacaba para ganar tiempo hasta su llegada.
Los carros de combate de Guderian, sin embargo, seguían camino hacia el oeste, tomando Montcornet el 16 de mayo, aunque acabaron con sus reservas de gasolina, lo que forzó un alto en su avance, que Guderian aprovechó para dictar órdenes para el avance hacia el canal de la Mancha. Por el Norte, los tanques del Grupo de Ejércitos B alcanzaron el río Oise.
El mismo día 16, el recién nombrado jefe de la 4.ª División Blindada francesa (el general Charles de Gaulle), que era la unidad designada para el contraataque, constató que su nueva unidad era realmente una división en formación, con 150 tanques en su mayor parte obsoletos y con tripulantes que no habían sido entrenados. Sin embargo, el 17 de mayo De Gaulle contraatacó con su División, recuperando Montcornet y sorprendiendo a los alemanes, que no esperaban ninguna reacción francesa, aunque a la noche se vio obligado a retirarse, acosado por los ataques de los Junkers Ju 87 Stuka.

#### El cierre de la bolsa
El 17 de mayo, cuando Manstein ordenaba a sus unidades reemprender el ataque, se le ordenó esperar para recibir la visita del general Ewald von Kleist, comandante del 1.º Ejército Panzer, quien le reprochó violentamente, a instancias directas de Hitler, que hubiese ordenado abandonar la cabeza de puente en el Mosa. Manstein solicitó ser relevado del mando, y Von Kleist así lo hizo, con lo que de nuevo quedó detenido el avance.
Posteriormente se comprobaría que ese parón fue lo que permitió a la Fuerza Expedicionaria Británica escapar del cerco por el puerto de Dunkerque mediante la Operación Dinamo. A la tarde, sin embargo, llegó el general Wilhelm List, jefe del 19.º Ejército, enviado personalmente por el general Gerd von Rundstedt, el jefe del Grupo de Ejércitos A, que repuso a Manstein en el mando autorizándole a proseguir el avance solo con fines de exploración, lo que en realidad suponía otorgarle un pretexto para seguir adelante con su plan: esa misma noche sus tanques atravesaron el río Oise y tomaron la ciudad de San Quintín a la mañana del día siguiente, 18 de mayo.
Por la mañana del 19, De Gaulle lanzó un nuevo ataque con la 4.ª División Blindada francesa contra las líneas de suministros de los tanques de Guderian, pero no logró abrirse paso, y a la tarde se le ordenó suspender el ataque y retirarse hacia el Sur, ya que el VI Ejército francés del general Touchon había tomado posiciones para defender París.
El 20 de mayo, a solo diez días del comienzo del ataque alemán, los primeros tanques del XIX Cuerpo de Ejército Panzer de Guderian (concretamente un batallón mandado por el teniente coronel Spitta, de la 2.ª División Panzer) llegaron a las orillas del canal de la Mancha en la localidad de Noyelles, con lo que había quedado finalmente embolsado el ejército de los Aliados que había penetrado en Bélgica junto con todo el Ejército belga: más de 500.000 soldados. Hitler, en estado de júbilo, anunció al alto mando alemán que iba a abordar los preparativos para las conversaciones de paz con Francia y el Reino Unido.

#### Operación Dinamo
El 20 de mayo por la mañana, Winston Churchill se reunió con el Gabinete de Guerra británico para estudiar una propuesta de lord Gort para la retirada de la Fuerza Expedicionaria Británica atrapada en Bélgica y el norte de Francia, tomando la decisión de preparar una flota para efectuar dicha retirada. Esa misma tarde, el almirante Bertram Ramsay, que había sido nombrado jefe de la improvisada flota, ya estaba concentrando barcos en el puerto de Dover, en la costa británica del Canal.
No obstante, ante la posibilidad de que las tropas cercadas lograsen por sí mismas salir de la situación de cerco, el 21 de mayo se había previsto lanzar un ataque contra las unidades acorazadas del Grupo de Ejércitos A, que formaban una línea extendida y falta de infantería para cubrir los huecos. Fue la llamada batalla de Arrás. A pesar de que el general Georges Blanchard, el comandante en jefe del I Ejército comunicó el mismo día 21 que sus tropas no estaban dispuestas, lord Gort decidió llevar a cabo el ataque sin el apoyo de los franceses. Lord Gort ordenó al mayor general Harold Franklyn que atacase con una brigada blindada y dos divisiones de infantería (la 50.ª División de Infantería y 13.ª Brigada Blindada), chocando con dos divisiones blindadas alemanas, una de ellas la 7.ª División Panzer de Erwin Rommel. Aunque pusieron en apuros a las tropas de Rommel, puesto que sus cañones antitanque de 37 mm no perforaban el blindaje de los tanques británicos, este ordenó que se utilizasen los cañones antiaéreos Flak 88 mm como artillería antitanque contra los Matilda I y Matilda II británicos, con lo que finalmente el ataque fue detenido. Los británicos se atrincheraron para mantener sus posiciones pero, obligados por los ataques de la Luftwaffe a retirarse, Erwin Rommel lanzó a la 7.ª División Panzer en su persecución, causando importantes bajas a los británicos.
Pero una vez llegado a las costas del canal de la Mancha, Guderian se vio obligado una vez más a detenerse, ya que no tenía instrucciones sobre el camino a seguir, por lo que se mantuvo un día entero en la desembocadura del río Somme en espera de órdenes. El 21 de mayo se le ordenó avanzar hacia el Norte siguiendo la costa del canal para tomar todos los puertos de la misma e impedir la retirada de los Aliados, aunque se le ordenó igualmente mantener a la 10.ª División Panzer en el Somme para proteger su retaguardia hasta que no le alcanzasen las unidades de infantería motorizada, que relevarían a la 10.ª División Panzer.
De este modo, cuando el 22 de mayo prosiguió su avance, solo podía utilizar a dos divisiones blindadas: la 1.ª División Panzer, que avanzaría por Calais, y la 2.ª División Panzer, que atacaría hacia Boulogne, ciudad que quedó cercada el mismo día 22.
En la tarde del 24 de mayo, los tanques de Guderian llegaron a orillas del río Aa, a solo 16 km al oeste de Dunkerque. Ante él solo había un batallón del Ejército británico para impedirle tomar el puerto de dicha ciudad. Sin embargo, recibió el siguiente telegrama:

El XIX Cuerpo blindado debe hacer alto en la línea del Aa. Aprovechará la pausa para efectuar reparaciones. Dunkerque queda a cargo de la aviación.

Hitler consideraba que la zona era pantanosa e inadecuada para el combate con tanques, que quedarían dañados, mientras que era esencial protegerlos para la siguiente fase de la batalla. Gerd von Rundstedt, que ya estaba preparando dicha fase, el avance hacia el sur de Francia, apoyaba la decisión de Hitler de preservar los vehículos de combate alemanes. Por otro lado, Hermann Göring fanfarroneaba de que su Luftwaffe bastaría para obligar a los Aliados cercados a la rendición. Ewald von Kleist decidió hacer caso omiso de las órdenes, tomando Hazebrouk y cerrando así la vía de escape hacia Dunkerque de la Fuerza Expedicionaria Británica, pero el Cuartel General alemán le ordenó abandonar la ciudad que sus tanques habían tomado, permitiendo así escapar a los británicos.
Por otra parte, el 23 de mayo la 7.ª División Panzer de Rommel obligó a los británicos a abandonar Arras. El 24 de mayo el 6.º Ejército alemán de Walter von Reichenau rompió el frente defendido por el Ejército belga, amenazando cortar la retirada de los Aliados en el sector norte hacia Dunkerque. El 25 de mayo, Lord Gort ordenó la retirada general del Ejército británico hacia Dunkerque, a pesar de las quejas de Georges Blanchard, el general jefe del 1.º Ejército francés, que anunció a Leopoldo I de Bélgica que el Ejército belga iba a ser aniquilado.
El 26 de mayo, Hitler volvió a autorizar el avance de los tanques de Guderian, que ordenó de inmediato reemprender la marcha, aunque tropezó con una dura resistencia británica en su sector, ya que Gort había reforzado las defensas en los dos días de inactividad alemana en la zona. No obstante, el 29 de mayo las tropas de Guderian tomaron Gravelinas, a muy poca distancia de Dunkerque. Y de nuevo intervino Hitler, la tarde del 29, preocupado ante un posible contraataque francés desde el Sur, con lo que ordenó la retirada de todas las divisiones blindadas alemanas para que se desplazasen hacia el Sur para hacer frente a la hipotética amenaza francesa, en un momento en que las tropas del Grupo de Ejércitos Sur estaban ya a menos de 6 km del puerto de Dunkerque.
El 27 de mayo, a medianoche, el general Desrousseaux firmó la rendición incondicional del Ejército belga, por orden del rey Leopoldo I de Bélgica, lo que abría una enorme brecha en el flanco izquierdo de la Fuerza Expedicionaria Británica, que hubo de ser colmada a toda prisa por tropas reunidas por el general Alan Brooke.
A partir del 29, llegaban a Dunkerque columnas de soldados británicos y franceses, que se veían obligados a abandonar su armamento pesado y sus medios de transporte al borde del camino, alcanzando el puerto a pie para ser evacuados por la flotilla se naves de diversos tipos que habían podido reunir los británicos. Mientras tanto, eran sometidos a incesantes ataques aéreos de la Luftwaffe, hasta que Winston Churchill decidió hacer intervenir en la batalla a la totalidad de aviones de caza disponibles en la Royal Air Force, incluyendo la reserva de Spitfire reunidos para la defensa de la isla de Gran Bretaña.
El 31 de mayo había sido ya retirada la casi totalidad de la Fuerza Expedicionaria Británica, junto con unos pocos franceses, pero Churchill anunció que se mantendría la operación para retirar al Ejército francés, cubierto por las pocas tropas británicas que se mantenían en la bolsa. Sin embargo, el 1 de junio, ante la gravedad de la situación, Churchill autorizó el embarque de los restos de las tropas británicas que permanecían en Dunquerque, donde solo quedó un reducido grupo de 4000 soldados británicos, evacuados hasta el 3 de junio junto con unos 20.000 franceses. El 4 de junio, tropas del 18.º Ejército, del Grupo de Ejércitos Norte, tomaron definitivamente Dunkerque, haciendo prisioneros a los franceses y a los pocos ingleses que allí quedaban.

#### Avance hacia el sur
El 5 de junio de 1940, tras efectuar los últimos desplazamientos previos de tropas, los alemanes ya estaban a punto para una nueva fase de la lucha, el avance hacia París y el interior de Francia. Para esa fase de la operación, el esfuerzo principal iba a recaer en el Grupo de Ejércitos B, que atacaría hacia el sur desde la zona de Abbeville, para aplastar a las tropas francesas que protegían París. Al Grupo de Ejércitos A le correspondería avanzar por el flanco izquierdo del Grupo de Ejércitos B, a través del río Aisne para rodear a las tropas francesas que defendían la Línea Maginot. El Grupo de Ejércitos A transfirió al Grupo de Ejércitos B para esta fase de la batalla dos divisiones blindadas: 5.ª División Panzer y 7.ª División Panzer (XV Cuerpo de Ejército Panzer), y mantuvo solo cinco: 1.ª División Panzer, 2.ª División Panzer y 10.ª División Panzer (Grupo Panzer de Ewald von Kleist, con las divisiones blindadas bajo el mando de Heinz Guderian), y 6.ª División Panzer y 8.ª División Panzer (XLI Cuerpo de Ejército Panzer).
Para el 7 de junio, el Grupo de Ejércitos B había atravesado el frente en toda su longitud, y los tanques de la 7.ª División Panzer de Erwin Rommel estaban a las puertas de Ruan.
El 9 de junio atacó el Grupo de Ejércitos A, atravesando el Aisne. El general Maxime Weygand informó al Gobierno francés del inminente hundimiento del frente, y el jefe del Gobierno, Paul Reynaud, ordenó el traslado del Gobierno a Burdeos, evacuando París.
El 10 de junio los franceses intentaron contraatacar el flanco del avance de los carros de combate de Guderian, que se había adentrado profundamente hacia el Sur, utilizando para ello la 3.ª División Blindada y otras dos divisiones más, pero el ataque fue rechazado con fuertes pérdidas. Ese mismo día la Italia de Benito Mussolini declaró la guerra a Francia.
El 11 de junio, el Grupo de Ejércitos B rodeó París por el norte, mientras que el Grupo de Ejércitos A tomaba Reims y avanzaba hacia el río Marne. Ese mismo día se trasladó el XIX Cuerpo de Ejército Panzer al Grupo de Ejércitos B para aprovechar el avance, con lo que formaba una poderosa fuerza compuesta por más de 2.000 tanques. A Guderian se le ordenó dirigirse a Besanzón y Belfort, para rodear completamente la Línea Maginot, mientras que a Von Kleist se le ordenó avanzar hacia el Sur, camino del Mediterráneo. Mientras, Churchill fue informado por Reynaud de que el mariscal Philippe Pétain le había comunicado la necesidad de pedir un armisticio.
El 14 de junio los alemanes entraron en París, y el 17 de junio los tanques de Guderian alcanzaron la frontera suiza, cercando completamente la Línea Maginot, que era asaltada por el Grupo de Ejércitos C desde el Este. Weygand y Pétain exigían ya un armisticio, a lo que se oponían Reynaud y su ayudante, el general Charles de Gaulle, que proponían la continuación de la lucha desde las colonias francesas en África del Norte. El mismo 14 de junio Alan Brooke pidió a Churchill la retirada de todas las tropas británicas que quedasen en Francia, ante la inminente firma del armisticio.

### Armisticio con Francia
El 16 de junio, Reynaud propuso al Gobierno francés la unión política en un solo Estado con el Reino Unido, plan propuesto por Jean Monnet y aceptado con entusiasmo por Winston Churchill, pero los ministros partidarios de Pétain se opusieron frontalmente al plan de unión de ambos países. Reynaud renunció a su cargo al constatar la mayoría de ministros favorables al armisticio, y el presidente de la República, Albert Lebrun, encargó formar nuevo Gobierno al mariscal Philippe Pétain.
El 17 de junio el nuevo jefe de Gobierno, Philippe Pétain, anunció el inicio de conversaciones para la firma de un armisticio, que sería el Armisticio del 22 de junio de 1940, que puso fin a la campaña.

## Frente oriental
Aunque tras el final de la batalla de Francia el Grupo de Ejércitos Sur se mantuvo al principio como fuerza de ocupación en Francia, muy pronto empezó el traslado de sus componentes hacia el este, en vista de la prevista invasión de la Unión Soviética. De hecho, desde el 22 de junio de 1941, fecha de la invasión de la Unión Soviética (Operación Barbarroja), el Grupo de Ejércitos Sur no abandonó en ningún momento el frente oriental, combatiendo incesantemente contra el Ejército Rojo hasta el final de la guerra el 8 de mayo de 1945.

### Operación Barbarroja

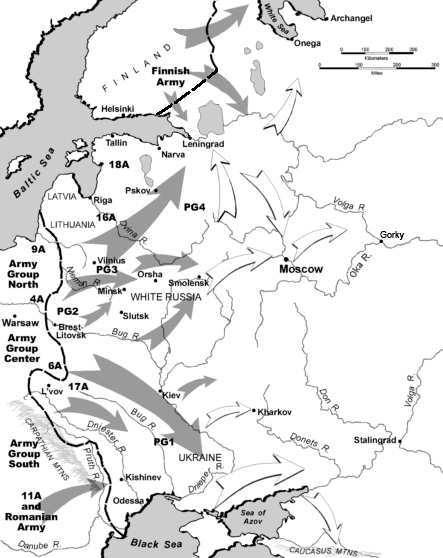
Planes de la Operación Barbarroja, con los movimientos previstos para el Grupo de Ejércitos Norte, el Grupo de Ejércitos Centro y el Grupo de Ejércitos Sur.

#### Los planes
El 21 de julio de 1940, Adolf Hitler ordenó al Oberkommando der Wehrmacht que emprendiese el diseño de los planes para una invasión de la Unión Soviética, con el nombre en clave de Operación Barbarroja, como homenaje al emperador del Sacro Imperio Romano Germánico Federico I Barbarroja, nombre que fue elegido por el propio Hitler porque el emperador Barbarroja había derrotado a los eslavos. Tras un trabajo de algunas semanas por parte del general de artillería Erich Marcks, quedó a punto un primer plan de operaciones, que fue rechazado por Hitler, quien encomendó la redacción de un nuevo plan al mayor general Friedrich Paulus, siendo aprobado por Hitler el nuevo plan el 18 de diciembre de 1940, mediante la Orden n.º 21 - Plan Barbarroja.
En este plan de operaciones, las fuerzas alemanas quedaban organizadas en tres Grupos de Ejércitos, el Grupo de Ejércitos Norte, el Grupo de Ejércitos Centro y el Grupo de Ejércitos Sur. El objetivo inicial fijado para este último era la ocupación de la región del bajo Don, en Ucrania, estableciéndose como límite por el norte con el Grupo de Ejércitos Centro las marismas del Prípiat y quedando fijado su límite por el sur en el Mar Negro. Por esas fechas, el cuartel general del Grupo de Ejércitos Sur seguía emplazado en la Francia ocupada, concretamente en Saint-Germain-en-Laye, en las cercanías de París, pero se le asignó al mariscal Gerd von Rundstedt una fuerza compuesta por un total de veintinueve divisiones de infantería y ocho divisiones Panzer para que atacase a través del río Bug Meridional en dirección a Ucrania y prosiguiera luego hacia el río Dniéper.
El plan inicial de ataque había sido probado en algunos Kriegspiel (antecedente de los juegos de guerra) sobre mapas del propio terreno, revelándose como inadecuado para la tarea encomendada. Por ello se diseñó un nuevo plan de ataque para el Grupo de Ejércitos Sur, basado en un avance sobre el flanco izquierdo en dirección a Kiev y a partir de allí avanzar hacia el sur a lo largo del río Dniéper hacia el mar Negro, mientras que un pequeño grupo de combate, formado por el 9.º Ejército, avanzando desde la ciudad de Leópolis (entonces en la Polonia ocupada por los alemanes) fijaría al enemigo sobre el terreno.
El desplazamiento de los ejércitos hacia sus puntos de partida para la invasión empezó en noviembre de 1940, estableciendo el OKH un gran centro de suministros en la región al norte de la vía férrea Cracovia-Przemyśl, dividido en cuatro subcentros, dos de los cuales estarían destinados a municiones, combustible y raciones de campaña. Como apoyo aéreo para el Grupo de Ejércitos Sur se designó a la 4.ª Flota aérea al mando del general Alexander Löhr.
No obstante, las operaciones de invasión de la Unión Soviética, previstas para la primavera, sufrieron un aplazamiento, debido a que varias unidades blindadas del Grupo de Ejércitos Sur fueron desviadas al sur, a los Balcanes, para participar en la Operación Marita, el ataque alemán a Yugoslavia y Grecia.

#### Orden de batalla
Jefe del Grupo de Ejércitos Sur: mariscal de campo Von Rundstedt.
A principios de 1941 el mando operativo del Grupo de Ejércitos Sur se había trasladado a la ciudad de Breslavia en la Silesia alemana (tras la guerra, en Polonia), 30 km al sudoeste de Tarnów. En febrero de 1941 el Grupo de Ejércitos Sur contaba con ocho divisiones, para finales de marzo con dieciséis y a finales de mayo con treinta y nueve, estando compuesto para el 22 de junio de 1941, fecha de la Operación Barbarroja, por:
- 99.ª División Ligera (en la reserva).
- 6.º Ejército: mariscal de campo Walter von Reichenau.
- 11.º Ejército: general Eugen Ritter von Schobert (15 divisiones de infantería, 1 división de caballería, 1 división motorizada, 3 divisiones de montaña, 14 divisiones rumanas).
- 17.º Ejército: general Carl-Heinrich von Stülpnagel (5 divisiones de infantería, 2 divisiones de montaña, 2 divisiones de seguridad, 3 divisiones ligeras).
- 1.º Ejército Panzer: general Ewald von Kleist (5 divisiones panzer, 4 divisiones motorizadas, 1 división de seguridad)
- Flota aérea 4: general Alexander Löhr (210 cazas, 360 bombarderos).[67]

Composición del 6.º Ejército: comandante, mariscal de campo Walter von Reichenau.
- 168.ª División de Infantería.
- 213.ª División de Seguridad.
- XVII Cuerpo de Ejército.
  - 56.ª División de Infantería.
  - 62.ª División de Infantería.
- XXXXIV Cuerpo de Ejército.
  - 9.ª División de Infantería.
  - 297.ª División de Infantería.

Composición del 11.º Ejército: comandante, general Eugen Ritter von Schobert.
- 22.ª División de Infantería.
- 72.ª División de Infantería.
- XI Cuerpo de Ejército.
  - 76.ª División de Infantería.
  - 239.ª División de Infantería.
  - 1.ª División Blindada rumana.
  - 6.ª División de Caballería rumana.
- XXX Cuerpo de Ejército.
  - 198.ª División de Infantería.
  - 8.ª División de Infantería rumana.
  - 13.ª División de Infantería rumana.
  - 14.ª División de Infantería rumana.
- LVI Cuerpo de Ejército.
  - 50.ª División de Infantería.
  - 170.ª División de Infantería.
  - 5.ª División de Infantería rumana.

Composición del 17.º Ejército: comandante, general Carl Heinrich von Stülpnagel.
- 97.ª División Ligera.
- 100.ª División Ligera.
- IV Cuerpo de Ejército.
  - 24.ª División de Infantería.
  - 71.ª División de Infantería.
  - 262.ª División de Infantería.
  - 295.ª División de Infantería.
  - 296.ª División de Infantería.
- XXXXIX Cuerpo de Ejército de Montaña.
  - 68.ª División de Infantería.
  - 257.ª División de Infantería.
  - 1.ª División de Montaña.
- LII Cuerpo de Ejército.
  - 101.ª División Ligera.
  - 444.ª División de Seguridad.
  - 454.ª División de Seguridad.
- I Cuerpo de Ejército eslovaco.
  - 1.ª División de Infantería eslovaca.
  - 2.ª División de Infantería eslovaca.

Composición del 1.º Ejército Panzer: comandante, general Ewald von Kleist.
- 9.ª División Panzer.
- 16.ª División Panzer.
- 5.ª División de Infantería Motorizada SS Wiking.
- 16.ª División de Infantería Motorizada.
- 25.ª División de Infantería Motorizada.
- Leibstandarte SS Adolf Hitler.
- XIV Cuerpo de Ejército Panzer.
  - 13.ª División Panzer.
- III Cuerpo de Ejército Panzer.
  - 14.ª División Panzer.
  - 44.ª División de Infantería.
  - 298.ª División de Infantería.
- XXIX Cuerpo de Ejército.
  - 111.ª División de Infantería.
  - 299.ª División de Infantería.
- XXXVIII Cuerpo de Ejército Panzer.
  - 11.ª División Panzer.
  - 57.ª División de Infantería.
  - 75.ª División de Infantería.

Composición del 3.º Ejército rumano.
- IV Cuerpo de Ejército.
  - 6.ª División de Infantería.
  - 7.ª División de Infantería.
- Cuerpo de Montaña, formado por algunos regimientos.
- Cuerpo de Caballería, formado por algunos regimientos.

La posición de los mismos a principios de la Operación Barbarroja fue:
- 6.º Ejército entre Lublin y Przemyśl.
- 17.º Ejército entre Przemyśl y Tomaszow.
- 1.º Ejército Panzer en los flancos del VI y XVII Ejércitos que contactaban entre sí.
- 11.º Ejército a ambos lados de Iasi en Rumania.

Al Grupo de Ejércitos Sur se oponía, por parte del Ejército Rojo, el Frente Suroeste al mando del teniente general Mijaíl Kirponós, compuesto por los 5.º, 6.º, 12.º y 26.º ejércitos, los IV, VIII, IX, XV, XVI, XIX, XXII y XXIV cuerpos de ejército mecanizados y el I Cuerpo aerotransportado, que contaban con veinte divisiones de fusileros (infantería), tres divisiones de tanques y siete brigadas mecanizadas.

#### Las órdenes de ataque
El 12 de junio el mando del XVII Cuerpo de Ejército recibió del OKH la siguiente orden:

Secreto, solo para Comandantes del XVII CE.
Abt.Ia Az. Nr 500/41 g. Kdos.
K.H. QU 12 Junio 1941.
12 Copias.
3.ª Copia.
Solo para oficiales.
Las órdenes de ataque para el XVII Cuerpo de Ejército son:
1. El enemigo. Al frente del XVII CE está estacionada una división de fusileros rusos y unidades de la Guardia de Frontera en posiciones de combate reforzadas y decididos a ofrecer una dura defensa. La línea de defensa enemiga corre a lo largo de la orilla este del Bug; se espera encontrar posiciones bien construidas y camufladas, especialmente a cada lado de la línea férrea Dorohusk-Luboml. Es posible que existan dos unidades, una de ellas motorizada en el área de Kowel.
2. El 6.º Ejército romperá a través de las posiciones enemigas en el sector Krystynopol-Swierze, abriendo el camino para que el 1.º Ejército Panzer penetre rápidamente hacia el Este. A la derecha del XVII CE, la 298.ª División de Infantería (III Cuerpo de Ejército) atacará a través de Uscilug rumbo a Wlodzzimierts, en la izquierda del XVII CE, la 225.ª División de Infantería (XXIV Cuerpo de Ejército) atacará a ambos lados de Wlodawa en dirección a Malorytam Lywin.
3. El Día D a las H horas, el XVII CE cruzará el río Bug en el sector de Swierze, con énfasis en los flancos interiores, rompiendo a través de las fortificaciones enemigas y alcanzando la parte alta del terreno a ambos lados de Luboml [Objetivo del día]. La siguiente tarea del CE es tomar rápidamente el punto de comunicaciones férreas en Kowel y proteger el flanco norte del GES de cualquier ataque enemigo proveniente de la zona de las marismas del Prípiat.
4. Tareas.
a - La 62.ª División de Infantería cruzará el Bug al este de Husynne, al sur de la línea férrea, alcanzando las posiciones en la parte alta al este del valle del Bug hacia la esquina este del bosque ubicado al noreste de Rakowiso y la colina 186.7.
b - La 56.ª División de Infantería cruzará el Bug en la línea férrea del sector de Swierze, rompiendo a través de las posiciones enemigas a ambos lados de Wilozy Przowez y creando un fuerte flanco izquierdo hacia el sector entre Jagodzin y Jenkowce, Wilozy Przowez debe ser capturada rápidamente por un movimiento de cerco.

El objetivo final del Grupo de Ejércitos Sur sería el de tomar Kiev, aniquilar a los ejércitos rusos situados al oeste del río Dniéper y cubrir el flanco derecho del Grupo de Ejércitos Centro en el avance de este hacia Moscú.

#### El ataque

Avances del Heer en el frente oriental entre el 22 de junio y septiembre de 1941.

El ataque comenzó el 22 de junio de 1941, a las 03,15 horas. El 6.º Ejército y el 17.º Ejército lo hacen desde sus posiciones entre Wlodawa en el río Bug Meridional y la frontera húngara. Las unidades del mariscal Walter von Reichenau forman el flanco izquierdo con el XVII Cuerpo de Ejército formado por la 56.ª División de Infantería y la 62.ª División de Infantería en el sector norte del avance alemán. Durante el primer día las divisiones alemanas penetraron 14 km en el dispositivo defensivo del Ejército Rojo, que defendió hasta el límite las fortificaciones cercanas a Wilczy-Przewoz, con lo que la 62.ª División encontró considerable resistencia en su flanco izquierdo.
Para el 23 de junio, los carros de combate alemanes toparon con dos modelos de carros de combate que desconocían, y que produjeron gran inquietud: los KV-1 y los T-34; no obstante la superioridad de dichos carros, el peligro inmediato fue rápidamente eliminado debido a su deficiente uso táctico y a la falta de entrenamiento de sus tripulaciones, aunque ello planteaba inquietudes cara al futuro.
Los tres cuerpos motorizados del 1.º Ejército Panzer de Ewald von Kleist avanzaron por el flanco derecho del XVII Cuerpo de Ejército durante el primer día. La 44.ª División de Infantería y la 298.ª División de Infantería capturaron un puente sobre el río Bug en las cercanías de Hrubaschow, puente que atravesó la 14.ª División Panzer esa misma tarde. El XLVI Cuerpo de Ejército, localizado en el flanco derecho, cruzó también el puente, al igual que el XXIX Cuerpo de Ejército y el XLVII Cuerpo de Ejército de Montaña. El 6.º Ejército alcanzó con dichos cruces plena libertad de maniobra en el primer día de combate.
Mientras tanto, el 17.º Ejército del general de Infantería Carl-Heinrich von Stülpnagel penetró a través de las fortificaciones, a pesar de sufrir graves pérdidas; el IV Cuerpo de Ejército, localizado a la izquierda, abrió una brecha de 10 km entre la 24.ª División de Infantería y la 262.ª División de Infantería, brecha que fue cerrada por la 296.ª División de Infantería. El XXXXIX Cuerpo de Ejército de Montaña operó mientras tanto como protección del flanco sur del avance, fijando la infantería enemiga al terreno. La 101.ª División Ligera del mayor general Marcks asaltó las fortificaciones de Przemysl con el fin de despejar la ruta de avance del XXXXIX Cuerpo de Montaña en dirección a Leópolis. Durante la noche del primer día de combates, el comandante del Frente del Sudoeste ordenó a sus brigadas motorizadas prepararse para contraatacar el flanco de avance alemán; el IX Cuerpo de Ejército Motorizado y el XIX Cuerpo de Ejército Motorizado del Ejército Rojo estaban al noroeste de Rowno, el VIII Cuerpo de Ejército Motorizado y el XV Cuerpo de Ejército Motorizado a ambos lados de Brody y el IV Cuerpo de Ejército Motorizado entre Sokal y Radziechow, este último bajo el mando del general Andréi Vlásov. Toda estas unidades soviéticas agrupaban a un total de más de 2500 carros de combate.
El contraataque soviético se inició en la mañana del segundo día de la invasión, y los T-34 y KV-1 se convirtieron en una desagradable sorpresa para las unidades Panzer y los servidores de las unidades antitanques alemanas, cuyos cañones de 37 cm eran inadecuados para lidiar con ellos, ya que solo el cañón 88 mm antiaéreo utilizado como arma antitanque podía destruirlos. El III Cuerpo de Ejército Motorizado y el XLVIII Cuerpo de Ejército Motorizado penetraron a través de las defensas soviéticas cerca de Volodymyr-Volynskyi y avanzaron hacia el Este, capturando Luzk el 25 de junio. La 11.ª División Panzer del mayor general Ludwig Crüwell penetró por los flancos de los 5.º y 6.º ejércitos soviéticos cerca de Dubno, donde durante cuatro días se desarrolló una batalla de tanques. El IV Cuerpo de Ejército alemán avanzó en dirección sudoeste hacia Rava-Ruska a través de una brecha abierta en las posiciones rusas. La 97.ª División Ligera cayó en medio de cuatro divisiones de fusileros rusos y la 8.ª Brigada Panzer se vio seriamente comprometida, aunque avanzó hacia Magierov, destruyendo 60 tanques enemigos.

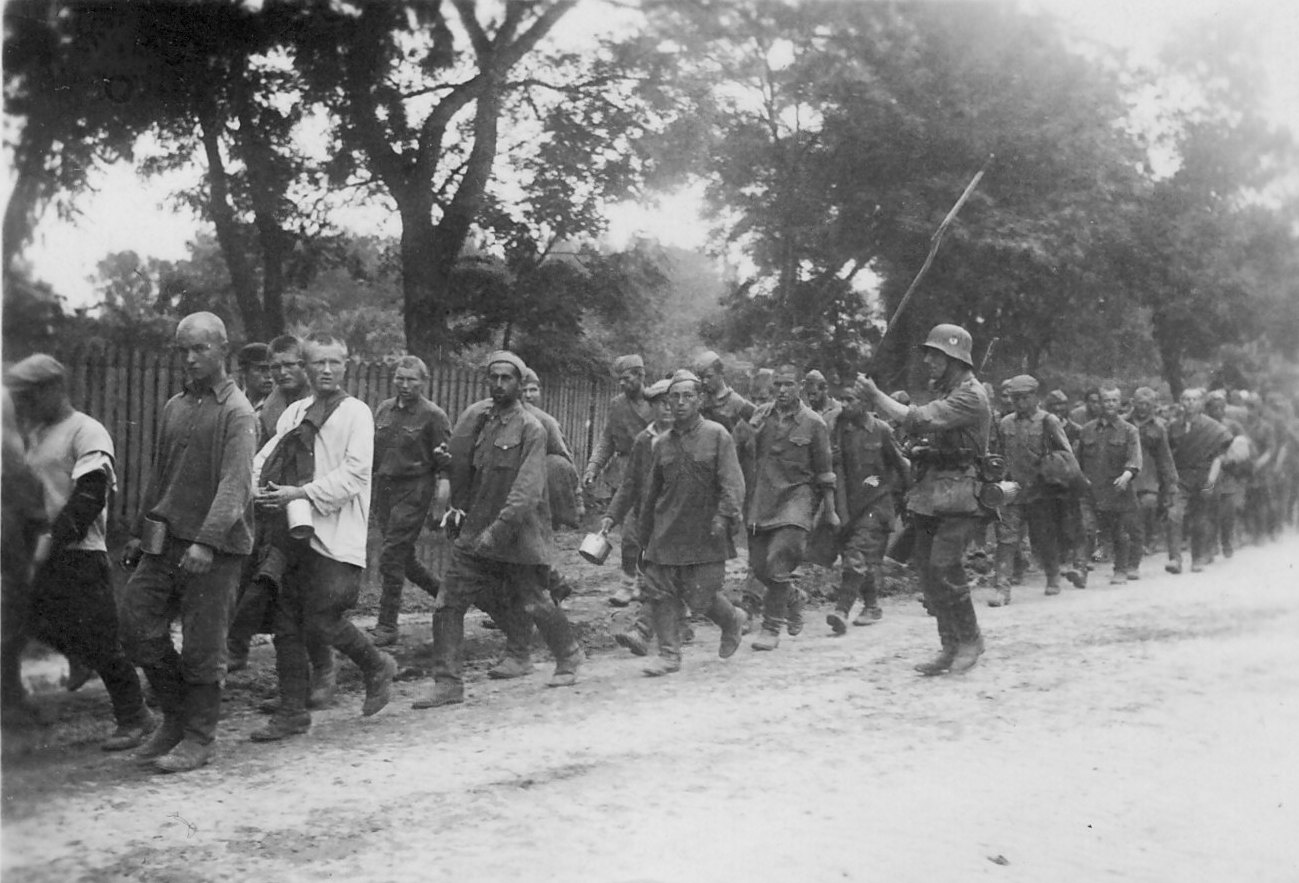
Filas de prisioneros hechos por la Wehrmacht al Ejército Rojo en los primeros días de la Operación Barbarroja son encaminados hacia la retaguardia alemana.

El 26 de junio el mando soviético ordenó una retirada general de las posiciones de frontera, alcanzando así los dos ejércitos alemanes total libertad de maniobra en la zona. El 1.º Ejército Panzer, inicialmente asignado al 6.º Ejército, se convirtió en una unidad independiente, con el fin de permitirle avanzar en unidades móviles penetrando profundamente en el dispositivo defensivo ruso. Para fines de junio, la resistencia soviética se estaba deteriorando rápidamente. El 5.º Ejército soviético que luchaba en la zona de las marismas del Prípiat y que contuvo la ofensiva del XVII Cuerpo de Ejército por un día, emprendió una lenta retirada, con lo que los alemanes atravesaron el Turya, y el 28 de junio su 62.ª División de Infantería tomó Kovel. Con la retirada general rusa, el flanco sur del 17.º Ejército alemán logró avanzar, ganando terreno al oeste y norte de Leópolis, concentrando su ataque sobre la ciudad con la 1.ª División de Montaña del mayor general Hubert Lanz y la 71.ª División de Infantería del mayor general Alexander von Hartmann, siendo conquistada Leópolis el 30 de junio. En este momento los dos flancos del 1.º Ejército Panzer habían conseguido libertad de maniobra, y el general Ewald von Kleist ordenó "rumbo al Este y reemprender el avance".
El 11.º Ejército alemán, que aún no había entrado en combate, recibió la orden de cruzar el Pruth y participar en la ofensiva del Grupo de Ejércitos Sur. La lucha por la cabeza de puente fue enconada debido a la feroz resistencia del 18.º Ejército soviético, pero las fuerzas alemanas y rumanas alcanzaron libertad de maniobras al tercer día de combate. Después de ello, el gobierno húngaro ordenó a sus unidades cruzar los Cárpatos y participar en el ataque general contra la Unión Soviética. El ejército de Eugen von Schobert presionó a través del Pruth en un amplio frente en dirección a Mogilev y Kamenets-Podolsk. El comandante soviético, el mariscal Semión Timoshenko, tomó el mando del Ejército Rojo y ordenó la retirada de las unidades hacia la Línea Stalin; los ejércitos soviéticos en el sur fueron divididos en dos grupos. El Frente Suroeste se asignó a la zona de 400 km existente entre los pantanos del Prípiat y Kamenets-Podolsk; el nuevo Frente Sur se encargó de los 500 km entre este último y la desembocadura del Danubio.
Para la primera semana de julio, el Grupo de Ejércitos Sur se hallaba frente a la Línea Stalin. Esta línea de defensa estaba conformada por puntos fuertes y fortificaciones desde Lakhva en los pantanos del Prípiat a través de Zviagel, Berdichev, Prokurov y Kamenets-Podolsk. Se establecieron puntos fuertes en los cruces de los ríos, cruces de caminos, bosques y en las aldeas.
El 5 de julio de 1941, las tropas del Grupo de Ejércitos Sur habían roto las defensas soviéticas de la Línea Stalin y avanzaban hacia el Este, tomando Berdichev el 7 de julio y Yitomir el 9 de julio, con lo que la 13.ª División Panzer puso rumbo a Kiev. Sin embargo, Hitler prohibió que las divisiones blindadas fuesen utilizadas para los combates en la ciudad de Kiev, perdiéndose la oportunidad de ocupar la ciudad en ese momento, ya que los rusos procedieron de inmediato a reforzar sus defensas en la zona. En cambio, Hitler ordenó a los tanques de Ewald von Kleist que se dirigiesen hacia el Sur para bloquear la retirada de las tropas soviéticas de dicha zona.

### Campañas de 1941
Tras haber detenido a los carros de combate alemanes a las mismas puertas de Kiev, Hitler ordenó que la mayor parte de los medios acorazados del Grupo de Ejércitos Sur fuesen transferidos al Grupo de Ejércitos Centro, para reforzar el avance sobre Moscú, al que se le daba prioridad. De ese modo, el Grupo de Ejércitos Sur perdía a una parte importante de su capacidad de ataque.

#### Batalla de Kiev
El comandante en jefe del Ejército Rojo en la zona del Grupo de Ejércitos Sur era el mariscal Semión Budionni, de quien el mariscal alemán Gerd von Rundstedt opinaba que tenía grandísimos bigotes y diminuto cerebro.
Budyonny logró algunos éxitos iniciales, al menos en apariencia, ya que consiguió contener la primera embestida de los alemanes hacia Kiev, pero pronto comenzó a plantearse el cerco alemán a dicha ciudad. Budionni convocó el 11 de septiembre a sus principales mandos a una reunión, incluido su comisario político, Nikita Jrushchov, en la que se acordó solicitar a Stalin autorización para retirarse de Kiev. La respuesta de este fue la destitución de Budionni y su sustitución por el general Semión Timoshenko, quien asumió el mando el 13 de septiembre, cuando ya no se podía evitar la derrota.
Kiev se rindió el 19 de septiembre, dejando en manos de los alemanes 665.000 prisioneros, 884 carros de combate y 3500 cañones, además de haber costado casi 300.000 muertos al Ejército Rojo, según cifras alemanas.

#### Batalla de Rostov
Cuando los alemanes alcanzaron Rostov del Don en noviembre (21 de noviembre de 1941), su estado era de total agotamiento, con lo que le fue posible a los soviéticos hacerles retroceder, reconquistando la ciudad (28 de noviembre de 1941).

### Campañas de 1942
Debido a la fallida toma de Moscú, Hitler centra su atención en el sur, para poder capturar los pozos de petróleo del Cáucaso. En la llamada operación Fall Blau.

#### Stalingrado
el nueve de septiembre tropas alemanas penetran en la ciudad con sus tanques, dando así a una de las batallas más sangrientas y prolongadas del frente oriental. 
Los alemanes cayeron en la trampa, dejando rodeados a cerca de 200 mil hombres. La desastrosa perdida marca un punto de inflexión en la guerra.

## Comandantes
| N.º | Retrato | Comandante                                             | Desde                    | Hasta                   |
| --- | ------- | ------------------------------------------------------ | ------------------------ | ----------------------- |
| 1   |         | Generalfeldmarschall Gerd von Rundstedt (1875-1953)    | 1 de septiembre de 1939  | 26 de octubre de 1939   |
| 2   |         | Generalfeldmarschall Gerd von Rundstedt (1875-1953)    | 22 de junio de 1941      | 1 de diciembre de 1941  |
| 3   |         | Generalfeldmarschall Walter von Reichenau (1884-1942)  | 1 de diciembre de 1941   | 12 de enero de 1942     |
| 4   |         | Generalfeldmarschall Fedor von Bock (1880-1945)        | 12 de enero de 1942      | 9 de julio de 1942      |
| 5   |         | Generalfeldmarschall Maximilian von Weichs (1881-1954) | 9 de julio de 1942       | 12 de febrero de 1943   |
| 6   |         | Generalfeldmarschall Erich von Manstein (1887-1973)    | 12 de febrero de 1943    | 2 de abril de 1944      |
| 7   |         | Generaloberst Johannes Frießner (1892-1971)            | 23 de septiembre de 1944 | 28 de diciembre de 1944 |
| 8   |         | General der Infanterie Otto Wöhler (1894-1987)         | 28 de diciembre de 1944  | 6 de abril de 1945      |
| 9   |         | Generaloberst Lothar Rendulic (1887-1971)              | 7 de abril de 1945       | 30 de abril de 1945     |

## Composición
| Fecha              | Cuerpos que lo componían                                                                                      |
| ------------------ | --- |
| Septiembre de 1939 | 8.º Ejército, 10.º Ejército, 14.º Ejército                                                                    |
| Junio de 1941      | 6.º Ejército, 11.º Ejército, 17.º Ejército, 1.º Ejército Panzer                                               |
| Septiembre de 1941 | 6.º Ejército, 11.º Ejército, 17.º Ejército, 1.º Ejército Panzer                                               |
| Febrero de 1942    | 2.º Ejército, 6.º Ejército, 11.º Ejército, Grupo de Ejércitos de Ewald von Kleist                             |
| Junio de 1942      | 1.º Ejército Panzer, 2.º Ejército, 6.º Ejército, 11.º Ejército, 17.º Ejército, Gruppe Wietersheim.            |
| Julio de 1942      | 1.º Ejército Panzer, 6.º Ejército, 11.º Ejército, 17.º Ejército, Armeegruppe v. Weichs, Gruppe v. Wietersheim |
| Marzo de 1943      | 1.º Ejército Panzer, 4.º Ejército Panzer, Armeeabteilung Hollidt, Armeeabteilung Kempf                        |
| Marzo de 1943      | 1.º Ejército Panzer, 4.º Ejército Panzer, 8.º Ejército                                                        |
| Abril de 1943      | 1.º Ejército Panzer, 4.º Ejército Panzer, 6.º Ejército, Armeeabteilung Kempf                                  |
| Julio de 1943      | Armee-Abteilung Kempf, 6.º Ejército, 8.º Ejército, 1.º Ejército Panzer                                        |
| Septiembre de 1943 | 1.º Ejército Panzer, 4.º Ejército Panzer, 6.º Ejército, 8.º Ejército                                          |
| Octubre de 1943    | 1.º Ejército Panzer, 4.º Ejército Panzer, 8.º Ejército                                                        |
| Noviembre de 1943  | 1.º Ejército Panzer, 4.º Ejército Panzer, 8.º Ejército, Wehrmachts-Befehlshaber Ukraine                       |
| Enero de 1944      | 1.º Ejército Panzer, 4.º Ejército Panzer, 6.º Ejército, 8.º Ejército, Wehrmachts-Befehlshaber Ukraine         |
| Febrero de 1944    | 1.º Ejército Panzer, 4.º Ejército Panzer, 6.º Ejército, 8.º Ejército                                          |
| Octubre de 1944    | 3.º Ejército húngaro, 6.º Ejército, Armeegruppe Wöhler                                                        |
| Noviembre de 1944  | 2.º Ejército húngaro, Armeegruppe Fretter-Pico, Armeegruppe Wöhler                                            |
| Diciembre de 1944  | 3.º Ejército húngaro, 6.º Ejército, Armeegruppe Wöhler                                                        |
| Enero de 1945      | 2.º Ejército Panzer, 8.º Ejército, Armeegruppe Balck                                                          |
| Abril de 1945      | 2.º Ejército Panzer, 6.º Ejército Panzer SS, 6.º Ejército, 8.º Ejército                                       |